# Wolframit
Wolframit (Breithaupt, 1832), chemický vzorec (Fe, Mn)WO4, je jednoklonný minerál. Název pochází pravděpodobně z německých slov wolf – vlk a rahm – pěna.
Wolframit je obecný název pro minerály skupiny wolframitu: ferberit (FeWO4), hübnerit (MnWO4), huanzalait (MgWO4). Nejběžnější je ferberit, podstatně méně běžný je hübnerit a huanzalait je popsán pouze z několika lokalit na světě. O platném názvu minerálu (podle platné klasifikace IMA) rozhoduje dominantní prvek.

## Původ
Obvykle se nachází v greisenech a křemenných žilách spojených s granity a v pegmatitech. Vyskytuje se v asociaci rudních minerálů jako např. kasiteritu a columbitu. Za druhotné naleziště se dají pokládat náplavy.

## Morfologie
Krystaly jsou monoklinické, tabulkovité nebo krátce prizmatické, vertikálně rýhované, agregáty masivní a zrnité.

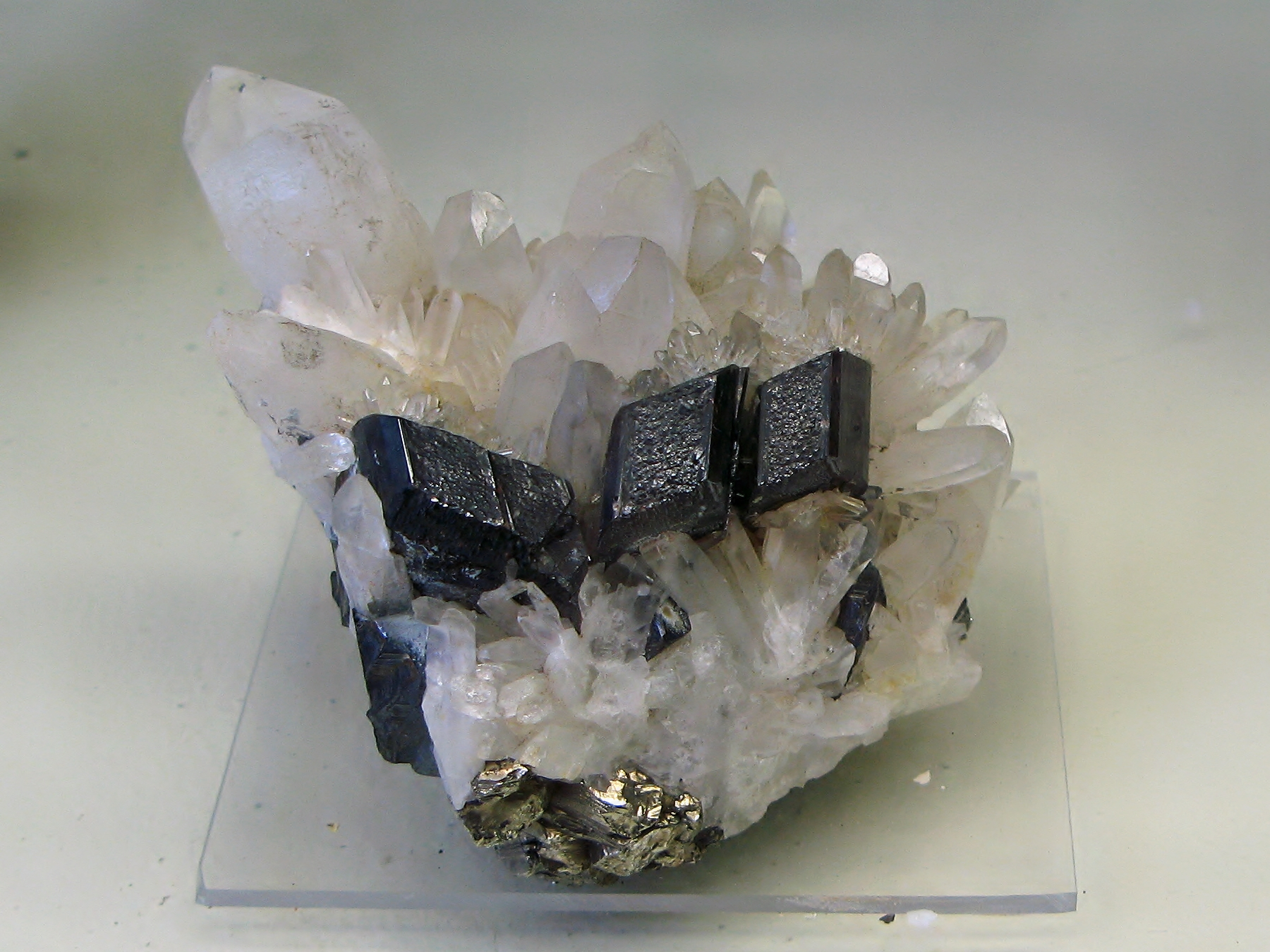
Krystaly wolframitu v křemeni, Peru

## Vlastnosti
- Fyzikální vlastnosti: Tvrdost 4,5, křehký, hustota 7,1–7,5 g/cm³, štěpnost dokonalá podle {010}, lom nerovný.
- Optické vlastnosti: Barva: černá, šedočerná, tmavohnědá. Lesk kovový, mastný, průhlednost: opakní, vryp černý, černohnědý.
- Chemické vlastnosti: Složení: Fe 9,21 %, Mn 9,06 %, W 60,63 %, O 21,10 % (při poměru Fe:Mn 1:1). Často obsahuje příměs Nb a Ta, které ve struktuře nahrazují W. Jednotlivé koncové členy skupiny wolframitu mají neomezenou mísitelnost. Rozpustný v horké HCl a H2SO4. Těžko se taví, při tavení vzniká magnetická kulička.

## Podobné minerály
- columbit

## Parageneze
- molybdenit, fluorit, scheelit, topaz aj.

## Využití
Tento minerál zůstával dlouho bez zužitkování, neboť je těžko tavitelný. Z tohoto důvodu byl také prvek wolfram objeven až v roce 1781. Wolframit je hlavní wolframová ruda, z níž se vyrábí čistý wolfram. Wolfram posléze slouží k výrobě vláken do žárovek a barev. Další využití je v metalurgii, kde se přidává jako pevnostní prvek do slitin a tepelně stálých ocelí.

## Naleziště
Hojný minerál.
- Česko – Horní Slavkov, Cínovec, Krupka
- Slovensko – Gemerská Poloma
- Německo – Oberwolfach, Zinnwald
- Španělsko
- Portugalsko
- a další.